# Nabatiye
Nabatiye (en árabe: النبطية‎, Nabaṭiyya, en siríaco: ܐܠܢܒܛܝܥ), (IPA: ˈnabatˤɪje), también transcrito como Nabatieh, es una localidad del sur de Líbano, capital del distrito de Nabatiye, en la gobernación de Nabatiye. La ciudad se encuentra a unos 70 km al sur de Beirut, y a unos 30 km al sureste de la ciudad costera de Sidón.

## Geografía
Es la principal ciudad del Jabal Amil, una región de montes que se extiende a ambos lados del río Litani, entre el mar Mediterráneo al oeste y el valle del río El Taym y los valles de Jule y de la Becá al este. Se encuentra a una altitud media de 469 m.

### Demografía
Al no haberse llevado a cabo ningún censo oficial de población en Líbano desde 1932, sus datos demográficos son frutos de estudios e investigaciones orientativas.
La población de Nabatiye en 2006 se estimaba en 100 541 habitantes, si bien la misma web actualizó sus datos rebajando la población de Nabatiye a 36 593 habitantes en 2013. Según la web Worldometer, Nabatiye tiene 120 000 habitantes en 2025.

## Etimología
La teoría más aceptada relaciona el nombre de Nabatiye a los Nabateos (النبطي), una antigua civilización del norte de Arabia y el sur del Levante mediterráneo. El nombre coloquial de la ciudad es النبطية, que significa «las nabateas», una forma femenina que se solía emplear para nombrar poblados.

## Historia

### Antigüedad
El área fue poblada desde el neolítico, como lo muestran restos arqueológicos de la cultura Qaraoun descubiertos en 1926 por Emmanuel Passemard en el cercano pueblo de Kfar Tebnit.

### Imperio otomano
En los registros fiscales de 1596, la ciudad se llamaba Nabatiyya al-Tahta y pertenecía a la nahiya (subdistrito) de Sagif dentro de la liwa (distrito) de Safad, con una población de 151 hogares y 28 solteros, todos musulmanes. Los habitantes pagaban impuestos sobre las cabras, las colmenas, «ingresos puntuales», una almazara para aceite de oliva o sirope de uva, y una cantidad fija, lo que ascendía a 9.030 akçe.
En 1875, Victor Guérin describió Nabatieh et-Tahta («El bajo Nabatiye») como un pueblo de 1.500 habitantes matāwila, y 300 cristianos, principalmente ortodoxos con algunos maronitas.

### Finales desigloXX
Durante la primera invasión a gran escala de Líbano por parte de Israel, la Operación Litani, en marzo de 1978, la mayor parte de la población de Nabatiye huyó de sus hogares en un bombardeo que, según el New York Times, dejó «apenas una casa [...] intacta». El informe fechado a 20 de marzo continúa: «Sólo quedan entre 25 y 30 familias en el antaño próspero centro agrícola de 40.000 habitantes».
Tras la invasión israelí del sur de Líbano en 1982, en octubre de 1983 un convoy de las Fuerzas de Defensa de Israel (IDF) entró en Nabatiye en plena celebración de la Ashura. En el enfrentamiento que siguió, un jeep fue volcado e incendiado. Los soldados israelíes respondieron con disparos de fusil y granadas, y una persona resultó muerta y varias heridas. Este incidente, así como el asesinato del jeque Ragheb Harb, se considera el punto de inflexión en la relación de la comunidad chií con los ocupantes israelíes.
Tras la retirada de Israel en 1985, Nabatiye quedó en el límite de la llamada zona de seguridad.
El 17 de mayo de 1991 estallaron dos bombas en Nabatiye, matando a cuatro personas, entre ellas un miembro del Ejército del Sur del Líbano. Un comunicado de la Organización de la Yihad Islámica reivindicó la responsabilidad. Cinco meses después, la zona de Nabatiye fue objeto de ocho días de bombardeos por parte del Ejército del Sur del Líbano y el Ejército israelí. El bombardeo culminó el 1 de noviembre con una serie de ataques aéreos de las Fuerzas Aéreas Israelíes que destruyeron dos puentes entre Nabatiye e Iqlim al Tuffah. La ofensiva israelí coincidió con el inicio de la Conferencia de Paz de Madrid.
Durante la Guerra de los Siete Días, del 25 al 31 de julio de 1993, Nabatiye sufrió graves daños por el fuego de la artillería y los ataques aéreos israelíes. Cincuenta y cinco ciudades y pueblos sufrieron graves daños durante la ofensiva.
Las IDF bombardearon Nabatiye de nuevo el 21 de marzo de 1994; durante el bombardeo una escuela fue alcanzada matando a una niña de doce años e hiriendo a otras veintidós personas. Ese mismo día, Hezbolá había matado a dos soldados israelíes y a tres milicianos del Ejército del Sur del Líbano. Poco más de cuatro meses después, el 4 de agosto, las Fuerzas Aéreas israelíes lanzaron tres ataques aéreos en la zona de Nabatiye, en los que murieron ocho civiles y dieciocho resultaron heridos. El 20 de octubre, un bombardeo israelí mató a cinco civiles en Nabatiye. El día anterior, el Ejército del Sur del Líbano había matado a dos civiles después de que su patrulla chocara contra una mina. El bombardeo se originó en la base del puesto militar avanzado de las FDI, Dabshe, situado en una colina que domina Nabatiye. La semana siguiente, el 29 de octubre, veinte combatientes de Hezbolá invadieron e incendiaron la base. Un vídeo difundido posteriormente por Al-Manar, en el que se veía la bandera de Hezbolá ondeando sobre la base israelí, causó sensación. En aquel momento se calculaba que Nabatiye tenía una población de 60.000 habitantes.
El 14 de marzo de 1995, el consejo de ministros libanés celebró una sesión simbólica en Nabatiye para conmemorar el decimocuarto aniversario de la invasión de 1978. En la reunión se pidió la aplicación de la Resolución 425 del Consejo de Seguridad de las Naciones Unidas, de diecisiete años de antigüedad. Ese mismo año, el 8 de julio, dos hermanas adolescentes y su hermano de cuatro años murieron cuando la ciudad fue alcanzada por proyectiles antipersona cargados con dardos de acero, prohibidos por las Convenciones de Ginebra. Se informó de que el Primer Ministro Isaac Rabin y el Jefe del Estado Mayor Amnon Lipkin-Shahak «reprendieron» a la unidad implicada. Se dispararon diez cohetes contra el norte de Israel.
Durante la Operación Uvas de la Ira, llevada a cabo por las IDF del 11 al 27 de abril de 1996, nueve miembros de una familia de Nabatiye murieron en el bombardeo de diecisiete días que destruyó su casa.

### SigloXXI

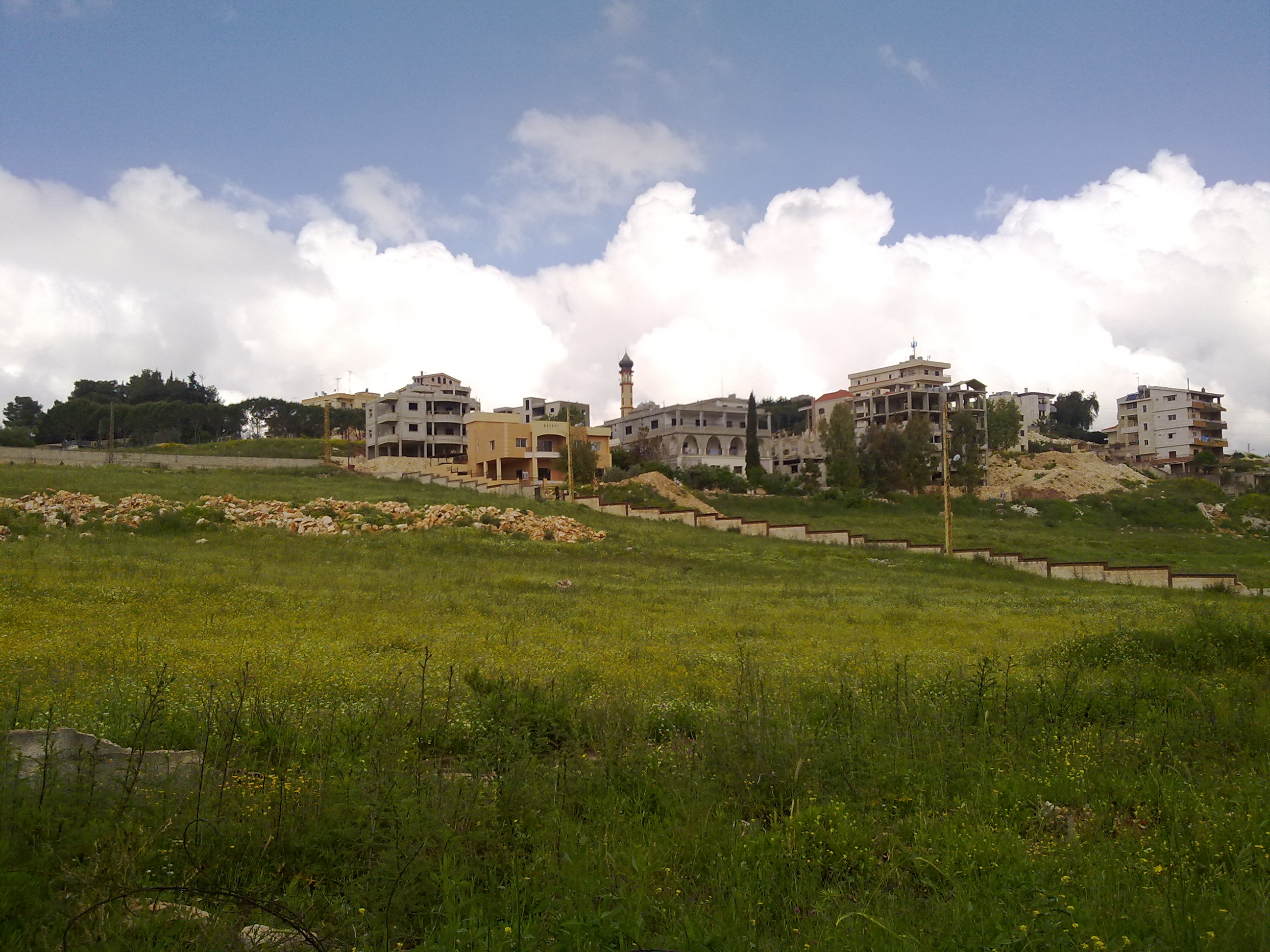
Vista de la localidad en 2011

En el marco de la invasión israelí del Líbano que empezó en 2024, Nabatiye sufrió numerosos bombardeos israelíes de sus infraestructuras civiles.
En la noche del 16 al 17 de agosto de 2024, aviones de la Fuerza Aérea israelí bombardearon un almacén de Nabatiye, matando al menos a once personas e hiriendo a otras cuatro.
El domingo 13 de octubre de 2024, varias personas murieron como consecuencia de los ataques aéreos israelíes contra el mercado de la época otomana de la ciudad. En el lugar del ataque se encontró restos de munición de fabricación estadounidense.  Debido al incendio que provocó el ataque no se pudo determinar el número de heridos.
El 16 de octubre de 2024, un ataque israelí tuvo como objetivo la sede del ayuntamiento de Nabatiye durante una reunión del consejo municipal para debatir la crisis humanitaria en el lugar, matando al alcalde de la ciudad, Ahmad Kahil, y a quince empleados y voluntarios, mientras que al menos cincuenta personas resultaron heridas.

## Monumentos históricos

### Zoco de Nabatiye
El zoco otomano de Nabatiye, situado en el centro del pueblo, era un popular centro comercial donde cada lunes acudían los campesinos, comerciantes y artesanos de los pueblos del Sur de Líbano y servía de enlace con las ciudades de Tiro, Sidón y Jezzine. Muy conocido en todo Líbano, era de los más antiguos del país y se consideraba heredero de la larga tradición comercial que había conferido su importancia a la ciudad. El edificio principal era de 1910, pero se considera que el mercado tenía cuatro siglos de antigüedad.
El 12 de octubre de 2024, en el marco de la ofensiva israelí en Líbano, el conjunto de edificios que constituyan el zoco fueron bombardeos por el ejército israelí, destruyendo el centro de la ciudad. También destruyeron dos antiguos khans, unos hospedajes otomanos situados a proximidad. El bombardeo arrasó 12 edificios y 40 tiendas, dejando entre 200 y 300 familias sin recursos. El mercado había sido rehabilitado después de los bombardeos de la ofensiva israelí de 2006 que lo habían destruido parcialmente, pero los últimos ataques lo arrasaron por completo.

### Fortaleza de Beaufort
A unos 8 km de Nabatiye se encuentra el castillo de Beaufort, llamado Qalaat Al Chakif en árabe, una fortaleza medieval a la que se accede desde la aldea de Arnún. Levantado por los cruzados a partir de 1139, domina el curso del río Litani y ofrece una visión panorámica hacia el sur de Líbano, Siria y el norte de Palestina. Debido a su situación estratégica, se ha visto envuelto en numerosos conflictos a lo largo de su historia. Goza de especial protección por la Ley de Antigüedades de Líbano de 1933 y un decreto específico protege su entorno impidiendo que se levanten construcciones. Junto a otros tres castillos libaneses, está inscrito en la Lista Indicativa de Líbano del Patrimonio de la Humanidad de la Unesco desde 2019.